# L’Islot
L’Islot (auch: Big L’Islet) ist eine Insel der Grenadinen und Teil des Staates St. Vincent und die Grenadinen. Sie liegt unmittelbar vor der Südostspitze von St. Vincent, von der Hauptinsel durch einen etwa 180 m breiten Kanal getrennt.

## Geographie
L’Islot gehört zu den Grenadinen, einer Inselgruppe der Kleinen Antillen, verwaltungstechnisch gehört sie zum Parish Grenadines. Die Insel liegt zusammen mit Dove Cay südwestlich der Insel Canouan, wobei L’Islot zwischen Dove Cay und Canouan liegt. Die Inseln bilden eine Verlängerung von Taffia Hill und schirmen Taffia Bay, beziehungsweise Gangan Fanny (Cove) gegen das Meer ab.